# 迭戈·巴列萨
何塞·迭戈·巴列萨·伊萨亚斯（西班牙語：José Diego Balleza Isaias，1994年11月27日—），墨西哥男子跳水运动员，2019年世界游泳锦标赛混合双人10米跳台铜牌得主、2023年世界游泳锦标赛混合双人10米跳台银牌得主。